# SN 2011ci
SN 2011ci – supernowa typu Ia odkryta 4 maja 2011 roku w galaktyce A101800-0232. W momencie odkrycia miała maksymalną jasność 17,60m.